# Adamsbuch (Orientalisches)
Das orientalische Adamsbuch, oft auch Arabisches Adamsbuch oder Äthiopisches Adamsbuch genannt, ist ein christliches pseudepigraphisches Werk, das uns in  Arabisch und Altäthiopisch vorliegt.
Das Buch wird gewöhnlich in zwei Bücher unterteilt, obwohl das erste und das zweite Buch eine zusammengehörige Erzählung bilden. Die Unterteilung in zwei Bücher dürfte rein technische Gründe haben und findet sich in den verschiedenen Urtexten auch nicht immer an derselben Stelle.
Der Äthiopische Text wurde von August Dillmann unter dem Titel Das christliche Adambuch des Morgenlandes ins Deutsche übersetzt (Göttingen, 1853), der Äthiopische Urtext wurde später von Ernst Trumpp veröffentlicht. Eine englischsprachige Übersetzung von Solomon Caesar Malan erschien 1882.
Das Werk beginnt unmittelbar nach der Vertreibung aus dem Paradies und endet mit dem Testament und der Entrückung von Henoch.
Betont werden Adams Sorgen und seine Hilflosigkeit in der Welt außerhalb des Paradieses. Die im Buch Genesis erwähnten Nephilim werden mit den Kindern Sets identifiziert, und die Menschentöchter mit weiblichen Nachkommen Kains, die erfolgreich die meisten Nachkommen Sets verführen, angestachelt von Genum, dem Sohn des Lamech. Bei „Genum“ handelt es sich anscheinend um eine Verschmelzung des biblischen Jubal und Tubal-Kain.
Die uns überlieferte Erzählung zeugt von einer starken christlichen und asketischen Einstellung ihres Autors. Anders als bei den christianisierten Versionen der Apokalypse Moses ist die christliche Erlösungslehre nicht sporadisch und offensichtlich nachträglich in die Erzählung eingeflochten worden, sondern über weite Strecken deren zentrales Element; weitreichende Erzählabschnitte tragen diesen Gedanken im Zentrum.
Das Kernelement der Erzählung, die Geschichte von der Schatzhöhle auf dem Heiligen Berg, ist der älteren jüdischen Überlieferung bis einschließlich Josephus vollkommen fremd und steht der Geschichte der Riesen aus dem Henochbuch unvereinbar entgegen. Auch in der Apokalypse Moses, selbst in den späteren Fassungen, tauchen keine Elemente aus dieser Tradition auf.
Dem Heiligen Efrem (auch Ephraim der Syrer, * 306, † 9.6. 373 n.Chr in Edessa, heute Urfa/Südtürkei) ist die Erzählung von der Schatzhöhle bekannt: In seinen Hymnen des Paradieses nimmt er darauf Bezug. Daher muss die Grunderzählung vor dem 4. Jahrhundert entstanden sein.
Die Entstehungszeit der Adamsbücher in der uns vorliegenden Form kann nur grob umgrenzt werden; als frühester Zeitpunkt wäre aufgrund der geistlichen Ausrichtung das zweite Jahrhundert denkbar, als späteste das siebte Jahrhundert, weil nach der Ausbreitung des Islam der vorher rege Kontakt zwischen den Christen Arabiens und Äthiopiens fast abbrach. Die dem Heiligen Efrem zugeschriebene Schrift Die Schatzhöhle erzählt die uns überlieferte Version verkürzt aber ohne wesentliche Abweichungen nach. Die Schatzhöhle ist sicher auf aramäisch verfasst worden, die Adamsbücher wahrscheinlich ebenfalls.